# Đoàn Văn Hậu
Đoàn Văn Hậu (* 19. April 1999 in Thái Bình) ist ein vietnamesischer Fußballspieler, der seit 2017 beim vietnamesischen Erstligisten Hà Nội T&T unter Vertrag steht. Nachdem er mehrere vietnamesische Junioren-Mannschaften durchlaufen hatte, kommt er seit 2017 auch in der A-Mannschaft zum Einsatz.

## Karriere

### Verein
Đoàn begann seine Karriere bei Hà Nội T&T. Im Juni 2017 debütierte er für die Profis von Hà Nội in der V.League 1, als er am 14. Spieltag der Saison 2017 gegen den Hải Phòng FC in der Nachspielzeit für Nguyễn Quang Hải eingewechselt wurde. Im Oktober 2017 erzielte er bei einem 4:0-Sieg gegen den XSKT Cần Thơ FC sein erstes Tor in der höchsten vietnamesischen Spielklasse. In seiner ersten Saison bei der ersten Mannschaft kam er zu elf Einsätzen, in denen er ein Tor erzielte.
In der Saison 2018 absolvierte Đoàn 20 Spiele in der V.League 1 und erzielte dabei fünf Tore. Mit Hà Nội wurde er in jener Saison Meister.
Im September 2019 wechselte er auf Leihbasis in die Niederlande, wo er sich dem SC Heerenveen anschloss. Der Verein aus Heerenveen spielte in der höchsten Liga des Landes, der Eredivisie. Der Leihvertrag endet Mitte 2020.

### Nationalmannschaft
Đoàn nahm 2016 mit der vietnamesischen U-20-Auswahl an der Asienmeisterschaft in Bahrain teil, bei der er mit seiner Mannschaft im Halbfinale an Japan scheiterte. Er kam während des Turniers zu vier Einsätzen, in denen er einen Treffer erzielte. Durch den Halbfinaleinzug qualifizierte sich die Mannschaft für die 2017 stattgefundene U-20-WM in Südkorea teil, bei der man als Letzter der Gruppe E in der Vorrunde ausscheiden musste. Đoàn kam in allen drei Spielen Vietnams zum Einsatz.
Im Juni 2017 stand er gegen Jordanien erstmals im Kader der A-Nationalmannschaft. Sein Debüt im Nationalteam gab er im September 2017, als er in der Qualifikation zur Asienmeisterschaft gegen Kambodscha in der Startelf stand.
Mit der U-23-Auswahl nahm er 2018 an der Asienmeisterschaft in China teil, bei der er mit seinem Team im Finale an Usbekistan scheiterte. Đoàn kam während des Turniers zu drei Einsätzen während der Gruppenphase, danach wurde er nicht mehr eingesetzt. Im selben Jahr nahm er mit der U-23-Mannschaft auch am Fußballturnier der Asienspielen teil, die man als Vierter beendete. Đoàn absolvierte bei den Asienspielen fünf Spiele.
Von November bis Dezember 2018 fand die Südostasienmeisterschaft statt, bei der Doan zu sieben Einsätzen kam und Vietnam den Titel gewinnen konnte. Im Anschluss gehörte er dem Kader der A-Nationalmannschaft bei der Asienmeisterschaft in den Vereinigten Arabischen Emiraten an, bei der man im Viertelfinale gegen Japan ausschied. Er kam in allen fünf Spielen der Vietnamesen zum Einsatz.

## Erfolge

### Verein
Hà Nội T&T
- Vietnamesischer Meister: 2018
- Vietnamesischer Pokalsieger: 2022

### Nationalmannschaft
- Zweiter der U-23-Asienmeisterschaft: 2018
- Südostasienmeister: 2018